# Eigentliche Chinchillas
Die Eigentlichen Chinchillas (Chinchilla), oft vereinfachend als Chinchillas oder Wollmäuse bezeichnet, sind eine Gattung der Nagetiere aus der Familie der Chinchillas (Chinchillidae). Sie leben in Südamerika und wurden früher wegen des Chinchillafells gejagt und fast ausgerottet. Heute sind sie als Pelz- und Heimtiere weltweit verbreitet, in freier Wildbahn hingegen stark gefährdet. Es werden zwei Arten unterschieden, das Langschwanz-Chinchilla und das Kurzschwanz-Chinchilla.

## Beschreibung

### Allgemeines
Eigentliche Chinchillas erreichen eine Kopf-Rumpf-Länge von 22 bis 38 Zentimetern und eine Schwanzlänge von 7,5 bis 15 Zentimetern. Weibchen sind häufig schwerer und können bis zu 1000 Gramm erreichen, während die kleineren Männchen bis zu 800 Gramm wiegen. Sowohl Vorder- als auch Hinterpfoten enden in vier Zehen, die mit schwachen Krallen versehen sind (vergleichbar mit kleinen Fingernägeln). Das seidige Fell ist sehr dicht und weich; typischerweise sind die Haare 3-farbig in Unterzonen-, Band- und Spitzenfärbung aufgeteilt – siehe agouti. Am Bauch und an der Innenseite der Pfoten sind die Haarspitzen weiß. Chinchillas haben ein außerordentlich dichtes Fell – mit mehr als 20.000 Haaren pro Quadratzentimeter zählt es zu den dichtesten aller Landbewohner. Die Haare selbst sind etwa 30-mal dünner als Menschenhaar. Das Fell erhält seine besondere Dichte dadurch, dass aus einer Haarwurzel bis zu 60 einzelne Wollhaare entspringen. Der buschige Schwanz ist an der Oberseite mit langen, rauen Haaren besetzt.
Der Kopf ist breit, die Ohren sind groß und die Augen schwarz. Das Gebiss der Eigentlichen Chinchillas gleicht dem der übrigen Meerschweinchenverwandten. Das bleibende Gebiss hat 20 Zähne, die Zahnformel lautet I1/1-C0/0-P1/1-M3/3. Wie bei allen Nagetieren sind die Schneidezähne als Nagezähne ausgebildet und die Eckzähne fehlen. Alle Zähne der Chinchilla sind wurzellos. Sie haben eine zum Zahnfach hin offene Zahnhöhle und wachsen zeitlebens. Der Zahnwechsel vom Milch- auf das bleibende Gebiss findet bereits im Mutterleib vor der Geburt statt.

### Unterschiede zwischen den Arten

Vergleich zwischen beiden Arten

Die beiden Arten unterscheiden sich nicht sehr deutlich voneinander. Das Kurzschwanz-Chinchilla (in der Grafik oben) hat neben dem namensgebenden kürzeren Schwanz kleinere Ohren, dickere Schultern und ist etwas größer als das Langschwanz-Chinchilla (in der Grafik unten). Die Unterschiede sind so gering, dass beide Arten manchmal zu einer Art zusammengefasst werden.

## Verbreitung und Lebensraum
Eigentliche Chinchillas bewohnen die Andenregion (Puna) und die hügelige Küstenregion (Matorral) im westlichen Südamerika. Das ursprüngliche Verbreitungsgebiet der Kurzschwanz-Chinchillas umfasste das südliche Peru, das westliche Bolivien, das nordwestliche Argentinien und das nördliche Chile in Höhen über 3000 Metern. Die Langschwanz-Chinchillas kommen nur im nördlichen Chile in Höhen zwischen 400 und 1650 Metern vor.

## Lebensweise
Diese Tiere sind eher dämmerungs- oder nachtaktiv, tagsüber ziehen sie sich in Felsspalten und Höhlen zurück. Sie leben – zumindest früher – in Gruppen von bis zu 100 Tieren zusammen, die Weibchen sind das dominante Geschlecht und gegenüber anderen Weibchen aggressiv. Es wird häufig behauptet, diese Tiere seien monogam, dafür gibt es jedoch keine Belege.
Eigentliche Chinchillas sind Pflanzenfresser, die jede verfügbare Art von Vegetation zu sich nehmen. Beim Fressen setzen sie sich oft aufrecht hin und halten die Nahrung mit den Vorderpfoten.

## Fortpflanzung

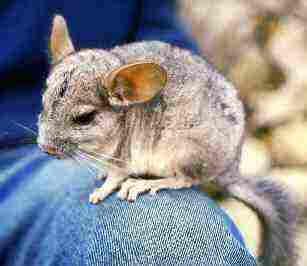
Freilebendes Langschwanz-Chinchilla

Die fruchtbare Periode bei Langschwanz-Chinchillas erstreckt sich zwischen Mai und November (bei gefangenen Tieren auf der Nordhalbkugel von November bis Mai), in dieser Zeit bringt das Weibchen rund zweimal Nachwuchs zur Welt. Kurzschwanz-Chinchillas können bis zu dreimal pro Saison werfen. Die Tragezeit liegt bei etwa 106 bis 120 Tagen, beim Langschwanz-Chinchilla rund 111 Tage. Die Wurfgrößen liegen zwischen einem und sechs (meist zwei oder drei) Jungtieren. Diese sind gleich nach der Geburt voll entwickelt, behaart und fangen schon in der ersten Lebenswoche an, feste Nahrung neben der Muttermilch zu sich zu nehmen. Damit gehören die Chinchillas zu den Nestflüchtern. Nach sechs bis acht Wochen werden die Jungen abgesetzt. Die Geschlechtsreife tritt mit rund acht Monaten ein, in Ausnahmefällen auch schon früher (ab 3,5 Monaten). Die Lebenserwartung in freier Wildbahn liegt bei rund 10 Jahren; in menschlicher Obhut können diese Tiere 20 Jahre und älter werden.

## Parasiten
Häufigster Parasit bei Chinchillas ist der Einzeller Giardia intestinalis. Seltener werden die Einzeller Eimeria chinchillae und Toxoplasma gondii sowie Bandwürmer (Cysticercus pisiformis, Taenia crassiceps und Zwergbandwurm) nachgewiesen.

## Eigentliche Chinchillas und Menschen
Schon von den Inka wurden die Eigentlichen Chinchillas wegen ihres Fells gejagt. Die europäischen Neuankömmlinge in Amerika setzten diese Bejagung fort; intensiviert wurde sie durch die Kommerzialisierung im 19. Jahrhundert. So wurden beispielsweise um 1900 jährlich 500.000 Chinchilla-Felle aus Chile exportiert. Diese Bejagung führte Anfang des 20. Jahrhunderts zum Einbruch der Populationen. 1910 schlossen Chile, Bolivien, Peru und Argentinien einen Vertrag, der die verbleibenden wildlebenden Tiere unter Schutz stellen sollte. Die Abgeschiedenheit der Rückzugsgebiete dieser Tiere erschwert die Umsetzung von Schutzmaßnahmen und der durch die Seltenheit der Tiere bedingte hohe Preis war ein weiterer Anreiz für Wilderer.

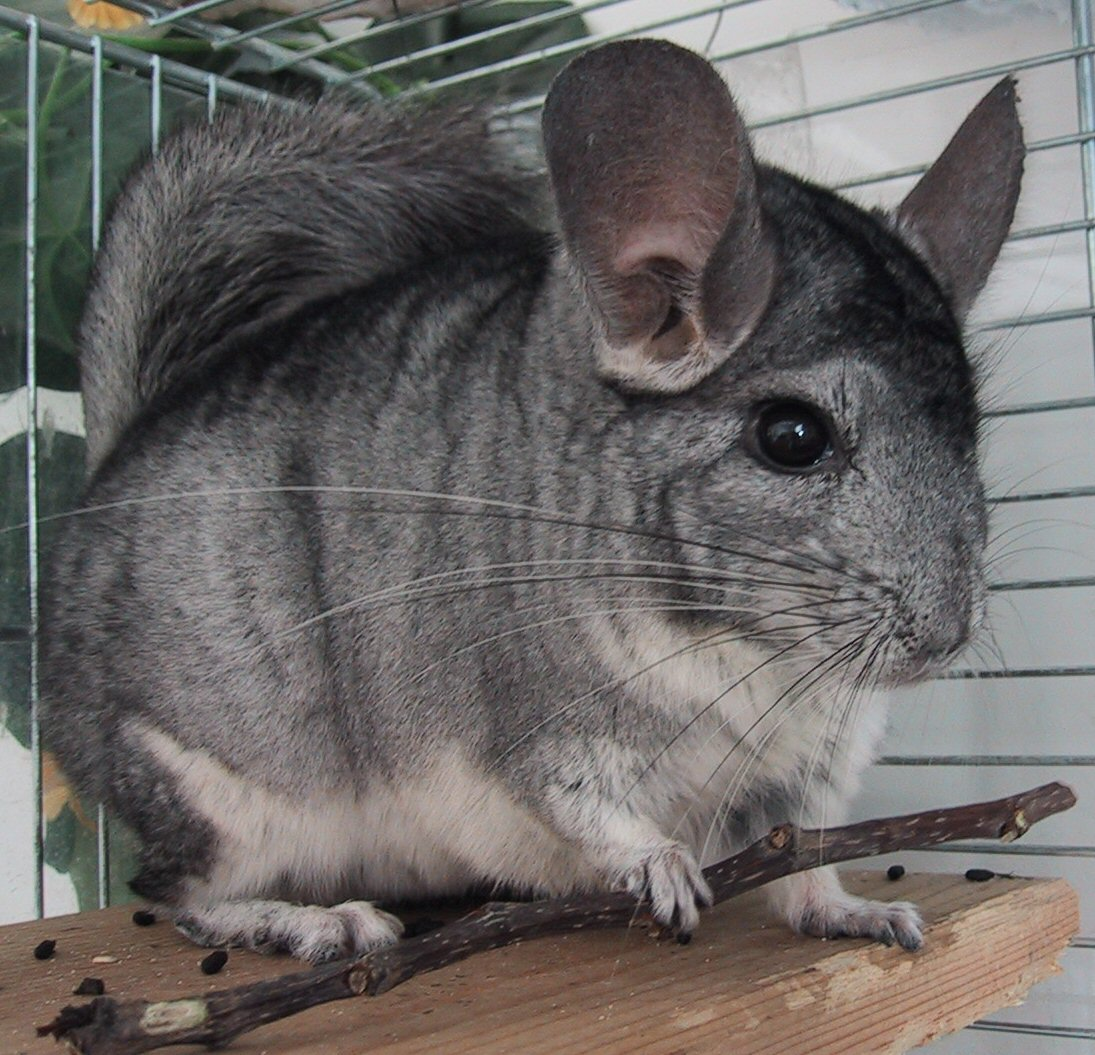
Chinchilla als Heimtier

Die ersten Chinchilla-Farmen wurden in Chile und später von Mathias F. Chapman in den Vereinigten Staaten gegründet. Von 1919 bis 1923 arbeitete er für die Anaconda Copper Company in Chile. Dort sammelte er die Chinchillas, die den Grundstock seiner Zucht bilden sollten. Die erste Farm entstand in Kalifornien. Anfangs wurden drei Chinchillarassen verwendet: Lanigera, Costina und Brevicaudata. Aus den ersten beiden entstanden die heutigen Chinchillas, die jetzt in Amerika und dem Rest der Welt zur Pelzproduktion und für den Heimtierhalter gezüchtet und verkauft werden. Inzwischen gibt es weltweit wahrscheinlich Millionen in Pelzfarmen und als Heimtiere gehaltene Eigentliche Chinchillas.

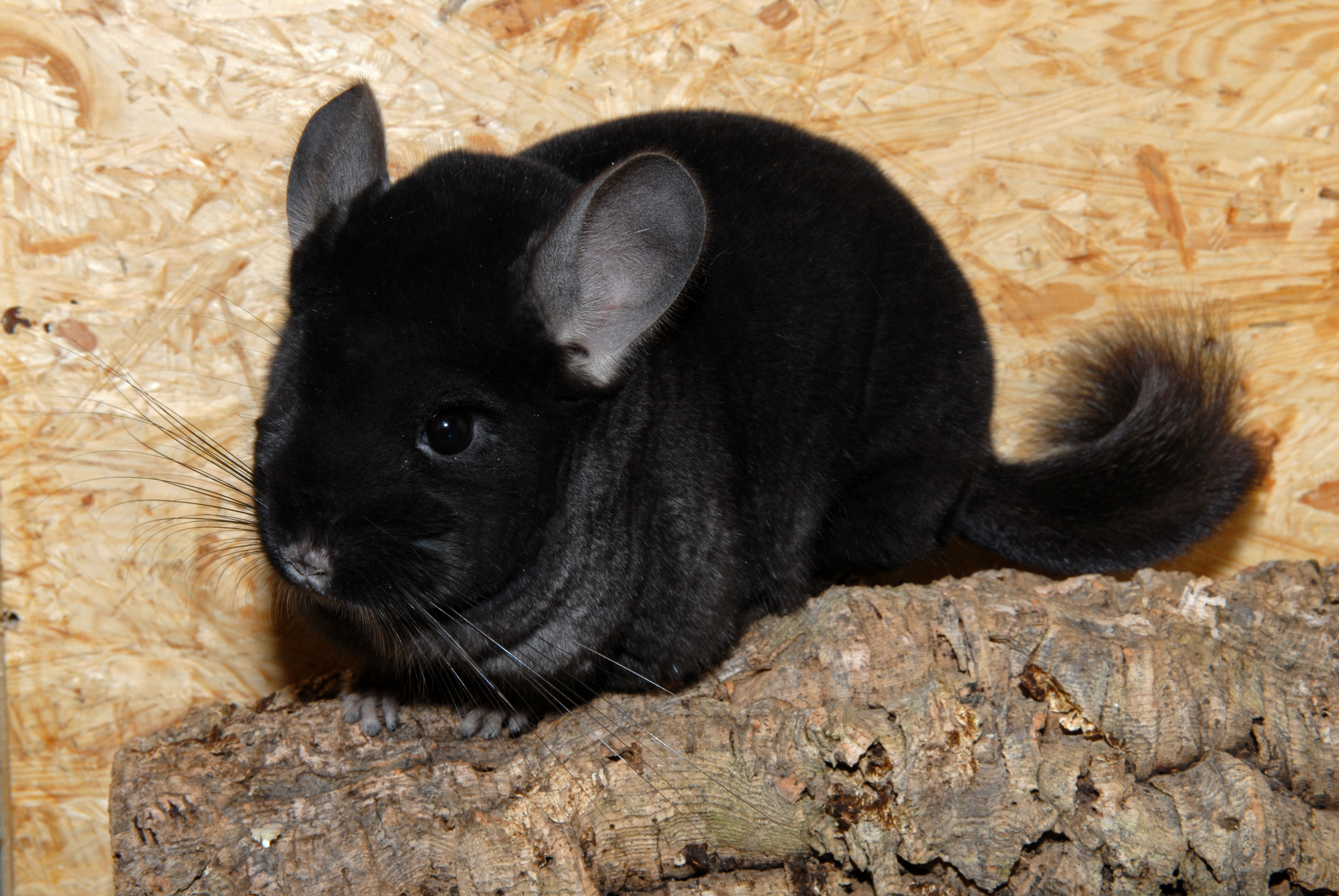
Mutations-Chinchilla der Farbe Ebony Velvet

Durch ausgedehnte Zucht ist innerhalb der letzten sechzig Jahre eine Vielfalt an Mutationen der Fellfarbe aufgetreten, die sich besonders auf dem Heimtiermarkt großer Beliebtheit erfreut. Die älteste Mutation war Weiß, später folgten Beige, Black Velvet, rundherum dunkel gefärbte Chinchillas (Charcoal und Ebony) sowie Saphir, Violett, Blue Diamond und deren Variationen. 1963 gab es die erste Fellmutation in Minnesota bei Loyd Sakrison, hierbei handelte es sich um Curly Brown Charcoal (englisch: „gelockte braune Holzkohle“). 1966 versuchte Roy Wilson erstmals Langhaar-Chinchillas zu züchten. Tamara Tucker und Pam Biggers in Amarillo Texas haben die Mutation weitergezüchtet; hieraus entstanden die Royal Persian Angora Chinchillas (kurz RPA), welche inzwischen in vielen Farben gezüchtet werden.

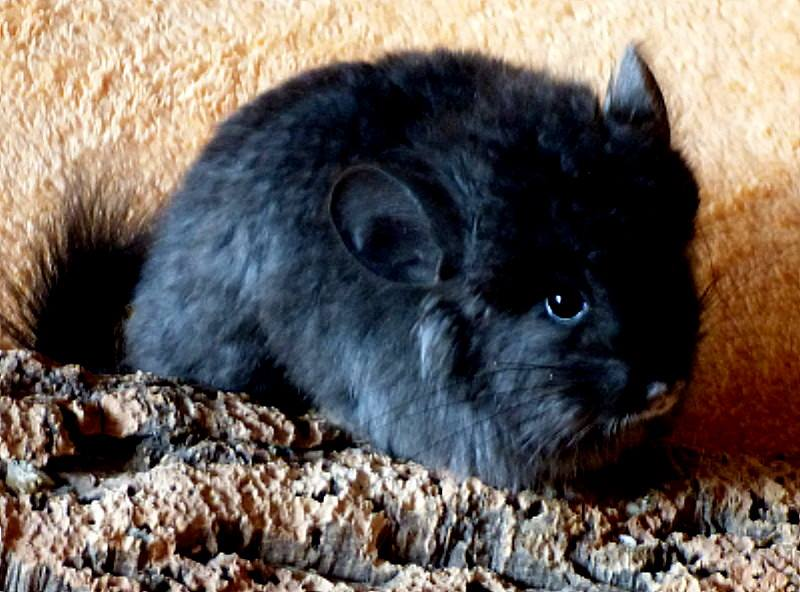
RPA, Farbe Angora Ebony dark

Die Situation der freilebenden Population ist weiterhin kritisch. Zwar sind die Bestände in Südamerika heute vollkommen geschützt, es wird aber vielleicht immer noch gewildert. Auch die Zerstörung des Lebensraums stellt eine Bedrohung dar. Bei beiden Arten sind laut Schätzungen der IUCN die Bestände in den letzten 15 Jahren um über 90 Prozent zurückgegangen, beide Arten werden darum als „vom Aussterben bedroht“ (critically endangered) eingestuft.

## Systematik
Es werden zwei Arten der Eigentlichen Chinchillas unterschieden: das
- Langschwanz-Chinchilla (Chinchilla lanigera) und das
- Kurzschwanz-Chinchilla (Chinchilla chinchilla, Syn.: Ch. brevicaudata)

Beide Arten sind sich relativ ähnlich und werden manchmal zu einer einzigen Art zusammengefasst. Da Funde wildlebender Tiere, insbesondere des Kurzschwanz-Chinchillas, sehr selten sind, ist es umstritten, inwieweit sich die wildlebenden Populationen tatsächlich unterscheiden.
Die nächsten Verwandten der Eigentlichen Chinchillas sind die Hasenmäuse oder Bergviscachas (Lagidium). Gemeinsam mit diesen und dem Viscacha bilden sie die Familie der Chinchillas (Chinchillidae) innerhalb der Nagetiere.